# هنري فيتزهاغ
هنري فيتزهاغ هو سياسي أمريكي، ولد في 7 أغسطس 1801 في مقاطعة واشنطن في الولايات المتحدة، وتوفي في 11 أغسطس 1866. نشط حزبياً في حزب اليمين. وقد انتخب عضو جمعية ولاية نيويورك ‏.